# Медвежья (приток Колы)
Медве́жья — река в России, протекает по Мурманской области. Устье реки находится в 44 км от устья Колы по левому берегу. Длина реки составляет 40 км, площадь водосборного бассейна — 637 км².

## Данные водного реестра
По данным государственного водного реестра России относится к Баренцево-Беломорскому бассейновому округу, водохозяйственный участок реки — Кола, включая озеро Колозеро. Речной бассейн реки — бассейны рек Кольского полуострова, впадает в Баренцево море.
Код объекта в государственном водном реестре — 02010000512101000002702.